# Paracanãs

Província do Pará no império brasileiro (1889)

Os Paracanãs são um grupo indígena Tupi-guarani que habitam entre os rios brasileiros do Tocantins e do Xingu, no estado do Pará, dentro da Terras Indígenas Apyterewa e Parakanã. São dividido em Paracanãs Ocidentais (contatados em 1971) e Orientais (contatados entre 1976 e 1984). São falantes do aquáua.

## Práticas culturais e história
No final do século XIX, os Paracanãs dividiam-se em dois grupos de população: os Ocidentais e os Orientais. A divisão remonta a um conflito sobre a posse de mulheres raptadas, durante uma expedição para procura de inimigos na margem esquerda do rio Pucuruí. Os Paracanãs Orientais se assentaram em áreas altas do Pucuruí, Bacurí e Rio de Direita, enquanto os Paracanãs ocidentais decidiram emigrar para o noroeste, provavelmente para perto dos rios Jacaré e Pacazinho-Arataú. Esses dois grupos se tornaram desde então bastante divergentes. Os Paracanãs Ocidentais utilizam estratégias nômades no interior das florestas, uma vez que não praticam mais a horticultura, e constata-se um aumento de sua agressividade bem como de relações com outras populações da região. Já os Paracanãs orientais permaneceram muito mais defensivos e adotaram um modo de vida sedentário, mantendo contato mínimo com outras populações.
Em 1910 os Paracanãs foram avistados pela primeira vez ao longo do rio Pacajá, rio acima de uma cidade chamada Portel. Eles foram identificados como um grupo localizado entre a porção baixa do rio Pucurí e a cidade de Acobaça, onde saquearam os trabalhadores e colonos da estrada de ferro Tocantins. Em seguida o Serviço de Proteção ao Índio criou um posto de pacificação perto da ferrovia para garantir a segurança dos trabalhadores, frente a possível ameaça representada pelos Paracanãs.
A organização social e reprodução dos grupos também diverge, com os Paracanãs orientais adotando o isolamento, centralização política, morfologia dualista e poligamia restrita, enquanto os ocidentais adotam descentralização política, morfologia social não diferenciada e poligamia generalizada.

Os Paracanãs são também conhecidos por sua música e rituais de dança elaborados. Três festas se destacam: a festa das tabocas (takwara-rero'awa), a festa do cigarro (opetymo) e a festa do bastão rítmico (waratoa).